# Marija Savinovová
Marija Sergejevna Savinovová (rusky Мария Сергеевна Савинова, * 13. srpna 1985, Čeljabinsk) je ruská atletka, běžkyně, která se věnuje středním tratím. Je halovou mistryní světa a halovou mistryní Evropy v běhu na 800 metrů.

## Kariéra
Poprvé na sebe upozornila v halové sezóně roku 2008. 10. února 2008 v Moskvě byla členkou štafety, která zaběhla nový halový světový rekord na méně často vypisované trati běhu na 4×800 metrů. Rekord měl hodnotu 8:14,52 a dále se na něm podílela Jevgenija Zinurovová, Olga Kotljarovová a Natalja Ignatovová.
Na halovém MS 2008 ve Valencii poté skončila v rozběhu. Na olympijské hry do Pekingu se nekvalifikovala. V roce 2009 zaznamenala první mezinárodní medailový úspěch, když na halovém ME v Turíně vybojovala v osobním rekordu 1:58,10 zlatou medaili. Na Mistrovství světa v atletice 2009 v Berlíně doběhla ve finále na 5. místě v čase 1:58,68.
V roce 2010 se stala v katarském Dauhá halovou mistryní světa. Trať ve finále zaběhla v čase 1:58,26. Stříbrná Britka Jennifer Meadowsová byla o 17 setin sekundy pomalejší. Přemožitelku nenašla také ve finále evropského šampionátu v Barceloně, kde zvítězila časem 1:58,22. Yvonne Haková z Nizozemska, která získala stříbro ztratila na Savinovovou 63 setin. Na kontinentálním poháru ve Splitu skončila na 3. místě a pomohla evropskému týmu k celkovému vítězství.
V roce 2011 se ji podařilo vybojovat na MS v atletice v jihokorejském Tegu zlatou medaili. Ve finále si vytvořila výkonem 1:55,87 nový osobní rekord a zároveň jako první půlkařka v letní sezóně roku 2011 pokořila hranici jedné minuty a 56 sekund. Obhájkyně titulu z Berlína 2009 Jihoafričanka Caster Semenyaová byla o 48 setin pomalejší. Bronz brala Keňanka Janeth Jepkosgeiová (1:57,42).
Do cíle závodu na 800 metrů doběhla první také na olympiádě v Londýně v roce 2012 a na světovém šampionátu v Moskvě o rok později.

### Obvinění z dopingu a ztráta medailí
V listopadu 2014 německá veřejnoprávní televize ARD odvysílala dokument o systematickém dopingu, korupci a vydírání v ruské atletice, včetně zakrývání pozitivních dopingových testů. Podle ARD Savinovová na skrytou kameru přiznala užití steroidu oxandrolonu.
9. listopadu 2015 doporučila nezávislá vyšetřovací komise Světové antidopingové agentury udělení doživotního zákazu sportovního působení. V únoru roku 2017 bylo sděleno, že jí byl udělen 4letý zákaz činnosti, a to zpětně běžící od roku 2015, a musí navrátit všechny získané medaile z MS 2011 i 2013, ME 2010 a LOH v Londýně 2012.

### Osobní rekordy
- hala – 1:58,10 – 8. března 2009, Turín
- dráha – 1:55,87 – 4. září 2011, Tegu